# 沙湖镇 (恩平市)
沙湖镇，是中华人民共和国广东省江门市恩平市下辖的一个乡镇级行政单位。

## 行政区划
沙湖镇下辖以下地区：
沙湖墟镇社区、圣园村、和平村、东岸村、南坑村、浴水村、横陂村、上凯村、下凯村、乌石村、那梨村、高园村、南平村、水楼村、成平村、扁冲村、南塘村、关村、伍边村、李边村、咀厚村和南闸村。